# 스레드 (통신 프로토콜)
스레드(thread)는 IoT 제품을 위한 IPV6 기반의 저전력 메시 네트워크 기술로서, 안전하고 미래에도 사용할 수 있도록 고안되었다. 스레드 프로토콜 사양은 무료로 이용이 가능하지만 "스레드 그룹의 회원은 스레드 기술과 스레드 그룹 사양의 구현, 실행, 출하가 필요하다"는 EULA의 준수에 동의하여야 한다. 학술 티어(tier)를 제외한 스레드 그룹의 회원은 연간 회원비를 내야 한다.
2014년 7월, 스레드 그룹 연합체가 발표되었으며 이는 제품을 위한 스레드 인증을 제공함으로써 스레드가 산업 표준이 될 수 있도록, 네스트 랩스(알파벳/구글의 자회사), 삼성그룹, ARM 홀딩스, 퀄컴, NXP반도체/프리스케일 세미컨덕터, 실리콘 랩스, 빅 애스 솔루션스, Somfy, 오스람, 타이코 인터내셔널, 예일과 함께하는 작업 그룹이다. 2018년 8월 애플은 이 그룹에 참여하면서 이 프로토콜이 대중화되는데 도움이 되기를 희망하였다.
스레드는 6LoWPAN를 사용하는데, 이는 직비와 다른 시스템들이 하는 것처럼 메시 통신으로 IEEE 802.15.4 무선 프로토콜을 사용하는 것을 의미한다. 그러나 스레드는 IP 주소를 지정할 수 있으며 클라우드 접속과 AES 암호화가 포함된다. 스레드의 BSD 라이선스 오픈 소스 구현체(이른바 오픈스레드/OpenThread)가 네스트에 의해 공개되었다.

## 같이 보기
- 사물인터넷
- 가정 자동화
- 와이파이 다이렉트
- 와이파이 이지메시(Wi-Fi EasyMesh)
- 블루투스
- IEEE 802.15.4
- 직비
- DASH7
- 6LoWPAN